# Astragalus tabrisianus
Astragalus tabrisianus es una especie de planta herbácea perteneciente a la familia de las leguminosas. Es originaria del Asia.
Es una planta herbácea perennifolia que se encuentra en Irán.

## Taxonomía
Astragalus tabrisianus fue descrita por  Boiss. & Buhse y publicado en Minnesota Botanical Studies 1: 154. 1894.
Etimología
Astragalus: nombre genérico derivado del griego clásico άστράγαλος y luego del Latín astrăgălus aplicado ya en la antigüedad, entre otras cosas, a algunas plantas de la familia Fabaceae, debido a la forma cúbica de sus semillas parecidas a un hueso del pie.
tabrisianus: epíteto geográfico que alude a su localización en Tabriz.